# Thomas Martin Lowry
Thomas Martin Lowry (Low Moor, West Yorkshire, 26 d'octubre de 1874 − 2 de novembre de 1936) va ser un físic i químic anglès, conegut pels seus estudis sobre les reaccions entre els àcids i les bases. Educat en l'escola Tècnica Central de Londres on va ser un assistent de Henry Armstrong, un químic anglès interessat sobretot en la química orgànica, però també en la ionització en solucions aquoses.
Des del 1904 va ser també responsable de química en l'escola de Capacitació de Westminster, fins que en el 1913 es va traslladar en l'Hospital de Guy a Londres, on va exercitar com a director del department de Química. Finalment el 1920 va ser anomenat catedràtic de química-física de la universitat de Cambridge.
Com químic-físic es va interessar en l'activitat òptica de certs compostos. En el 1898 va descriure el fenomen que va denominar mutarotació que en un component òpticament actiu variava el poder rotatiu amb el temps.
Posteriorment, Durant els anys 20 del segle xx va confirmer experimentalment que existeix una relació entre el poder rotatiu optic dels compostos I la longitud d'ona de llum que l'atravessa. En el 1935 va publicar un treball anomenat Optical Rotatory Power (Poder rotatori), que va ser el major dels seus llibres, considerat com a obra de referència.
El 1923, de forma independent, el danès Johannes Nicolaus Brønsted i l'anglès Lowry precisaren la teoria d'Arrhenius, definint un àcid com tota substància capaç de transferir protons i base com tota substància capaç d'acceptar-los en el que s'ha denominat la "teoria àcid-base de Brønsted i Lowry".